# Rodrigo de Oliveira
Rodrigo de Oliveira, vollständiger Name Rodrigo de Oliveira Longaray, (* 12. Mai 1985 in Porto Alegre) ist ein ehemaliger brasilianischer Fußballspieler.

## Karriere
Der 1,71 Meter große Mittelfeldakteur Rodrigo De Oliveira, der auch als Rodrigo Longaray geführt wird, spielte in der Jugend von 1995 bis 1998 für die B-Mannschaft Grêmio Porto Alegres und von 1999 bis 2000 für Internacional Porto Alegre B. Es folgten Karrierestationen bei diversen brasilianischen Klubs. Dies waren unter anderem im Jahr 2002 CE Aimoré, 2003 Portuguesa, 2004 Cruzeiro Belo Horizonte, 2005 SC Ulbra Ji-Paraná, 2006 Porto Alegre FC und von 2009 bis 2010 erneut Aimoré. Er stand in den Spielzeiten 2011/12 und 2012/13 beim uruguayischen Erstligisten Cerro Largo FC unter Vertrag. Insgesamt absolvierte er in diesem Zeitraum bei den Osturuguayern 52 Partien in der Primera División und schoss dabei ein Tor (2011/12: 24 Spiele/1 Tor; 2012/13: 28/1). Zudem kam er in zwei Spielen (kein Tor) der Copa Sudamericana 2012 zum Einsatz. Während seiner Zugehörigkeit zum Klub aus Melo geriet er auch abseits des Sportlichen in die Schlagzeilen, da Einbrecher im Oktober 2011 am selben Tag zweimal in seine in der Departamento-Hauptstadt gelegene Unterkunft einbrachen. Im August 2013 wechselte er innerhalb der Liga zum Club Atlético Cerro. Bei den Montevideanern lief er in der anschließenden Saison 2013/14 in 26 Erstligabegegnungen (kein Tor) auf. In der Spielzeit 2014/15 wurde er 29-mal (kein Tor) in der höchsten uruguayischen Spielklasse eingesetzt. Während der Saison 2015/16 sind 21 weitere Erstligaeinsätze (kein Tor) für ihn verzeichnet. Mitte August 2016 kehrte er zum Cerro Largo FC zurück und bestritt in der Saison 2016 zwölf Zweitligaspiele (kein Tor). Ende Januar 2017 vermeldete der Danubio FC seine Verpflichtung. Zum Saisonende im November beendete er seine aktive Laufbahn.